# 中園亜美
中園 亜美（なかぞの あみ、Ami Nakazono、1986年 - ）は、日本のサクソフォーン奏者。
クラシックのバックグラウンドと本場アメリカNYで磨いたセンスの二つを持ち合わせソプラノサックスをメインとした次世代を担うサックスプレイヤーの1人として日本のみならず世界中で活動中。

## 経歴
1986年鹿児島県出身、福岡第一高等学校音楽科卒業。 洗足学園音楽大学Jazz科からバークリー音楽大学へ編入。 サックスをWalter Beasleyらに師事。2009年卒業後、NewYorkを拠点にアメリカ、ヨーロッパで活動した後、帰国後 2014年より東京に拠点を移し、ソロとしての活動を本格的にスタートさせる。 
2015年10月、サウンドプロデューサーに安部潤を迎えVEGAミュージックエンターテイメントより1stアルバム「Make It Happen!」を発売。タイのHitman Jazzからも同時リリースを行い、同年バンコクやチェンマイとジャズフェスへも参加する。
2016年8月には世界配信シングル「She’s Home」と「World Connection」をリリース。
2017年4月米・ワシントンDCにある老舗ジャズクラブBlues Alleyでの単独ライブを成功させる。
2018年4月にSPACE SHOWER MUSICより2ndアルバム「The Real」をリリース。
2019年倉木麻衣20周年記念ホールツアーに参加。
2020年6月にキーボーディスト・竹田麻里絵とのDuoユニットLE GRAND RETOURでシングル「GENE」のデジタルリリース後7月には初の配信ライブを成功させ、2022年に丸の内コットンクラブで単独ライブを行う。
2024年4月にエレックレコードより3rdアルバム『On and On』をリリース全国10ヶ所を周るツアーを成功させる。
2025年5月にはディスクユニオン傘下のカンナビレコードより1stアルバム『OVER』をリリース。。
また、2025年5月より活動休止中の〈THE JAZZ AVENGERS〉ではソプラノサックスを担当。ほかにも、森田真奈美（Pf）とのJ-popジャズアレンジプロジェクト〈The Jazzles〉や、平戸祐介（Pf）によるプロジェクト〈NEW GENESIS〉のメンバーとしても活動し、アルバムリリースやライブを行っている。

クラシックのバックグラウンドと本場アメリカNYで磨いたセンスの二つを持ち合わせソプラノサックスをメインとした次世代を担うサックスプレイヤーの1人として日本のみならず世界中で活動中。

## ディスコグラフィ

### ソロ・アルバム
|     | 発売日         | タイトル        | 規格 | 規格品番    | レーベル                 |
| --- | -------------- | --------------- | ---- | ----------- | ------------------------ |
| 1st | 2015年10月21日 | Make It Happen! | CD   | VGDBRZ-0062 | VEGA Music Entertainment |
| 2nd | 2018年4月25日  | ザ・リアル      | CD   | DDCB-13037  | COB/B.J.L                |
| 3rd | 2024年4月17日  | On and On       | CD   | YZAG-1120   | エアグルーヴ             |

### LE GRAND RETOUR
|     | 発売日        | タイトル | 規格 | 規格品番  | レーベル        |
| --- | ------------- | -------- | ---- | --------- | --------------- |
| 1st | 2025年5月21日 | OVER     | CD   | KNRS-1001 | Kamnabi Records |

### The Jazzles
|     | 発売日        | タイトル                 | 規格 | 規格品番   | レーベル                 |
| --- | ------------- | ------------------------ | ---- | ---------- | ------------------------ |
| 1st | 2022年1月26日 | 日本の唄でジャズる Vol.1 | CD   | VGDBRZ0077 | VEGA Music Entertainment |
| 2nd | 2024年1月16日 | 日本の唄でジャズる Vol.2 | CD   | VGDBRZ0079 | VEGA Music Entertainment |

### THE JAZZ AVENGERS
|     | 発売日        | タイトル          | 規格 | 規格品番 | レーベル     |
| --- | ------------- | ----------------- | ---- | -------- | ------------ |
| 1st | 2023年4月26日 | THE JAZZ AVENGERS | CD   | YZAG1115 | ELEC RECORDS |
| 2nd | 2024年5月8日  | 8 STEPS           | CD   | YZAG1121 | ELEC RECORDS |